# Tricorythopsis
Tricorythopsis je rod hmyzu z čeledi Leptohyphidae. Do tohoto rodu se řadí přes dvacet druhů jepic. Jako první tento druh popsal Traver v roce 1958.

## Seznam druhů
Do tohoto rodu se řadí více než dvacet druhů:
- Tricorythopsis acara (Belmont, Salles a Hamada, 2011)
- Tricorythopsis araponga (Dias a Salles, 2005)
- Tricorythopsis ariagas
- Tricorythopsis artigas (Traver, 1958)
- Tricorythopsis bahiensis (Dias, Salles a Ferreira, 2008)
- Tricorythopsis baptistai (Dias a Salles, 2005)
- Tricorythopsis faeculopsis (Belmont, Salles a Hamada, 2011)
- Tricorythopsis gibbus (Allen, 1967)
- Tricorythopsis chiriguano (Molineri, 2001)
- Tricorythopsis intercalatus (Belmont, Salles a Hamada, 2011)
- Tricorythopsis minimus (Allen, 1973)
- Tricorythopsis pseudogibbus (Dias a Salles, 2005)
- Tricorythopsis rondoniensis (Dias, Cruz a Ferreira, 2009)
- Tricorythopsis sigillatus (Molineri, 1999)
- Tricorythopsis spongicola (Lima, Salles a Pinheiro, 2011)
- Tricorythopsis ticuna (Molineri a Zuniga, 2006)
- Tricorythopsis undulatus (Allen, 1967)
- Tricorythopsis volsellus (Molineri, 1999)
- Tricorythopsis yacutinga (Molineri, 2001)
- Tricorythopsis yucupe (Dias, Salles a Ferreira, 2008)
- Tricorythopsis yusuala